# Cyclocephala complanata
Cyclocephala complanata är en skalbaggsart som beskrevs av Hermann Burmeister 1847. Cyclocephala complanata ingår i släktet Cyclocephala och familjen Dynastidae. Inga underarter finns listade i Catalogue of Life.